# Хуэй Ши
Хуэй Ши (кит. упр. 惠施, пиньинь Huì Shī), или Хуэй Цзы (кит. упр. 惠子, пиньинь Huìzi — мастер Хуэй; около VI в. до н. э.) — китайский философ эпохи Борющихся царств. Крупнейший, наряду с Дэн Си и Гунсунь Луном, представитель Школы имён (мин цзя). Известен своими десятью пространственно-временными парадоксами, например: «Я отправился в царство Юэ сегодня и приехал туда вчера»
Философские сочинения Хуэй Ши не сохранились, однако на него ссылается ряд классических китайских текстов («Сюнь-цзы», «Люйши чуньцю», «Хань Фэй-цзы»).
Его неприятелем и партнёром в беседах в течение жизни был философ Чжуан-цзы, по книге которого идеи Хуэй Ши в основном известны.